# Chvátal-tétel
A Chvátal-tétel egy 1972-es gráfelméleti tétel, amely nagyjából azt állítja, hogy ha egy gráfnak elegendően sok éle van, akkor van benne Hamilton-kör. A tétel így szól: Legyenek {\displaystyle G\ } {\displaystyle n\ } csúcsú egyszerű gráf fokszámai nagyság szerint {\displaystyle d_{1}\leq d_{2}\leq \ldots \leq d_{n}}.
- Ha teljesül a következő feltétel: (+) {\displaystyle \forall k}-ra, amelyre {\displaystyle d_{k}\leq k<{\frac {n}{2}}} teljesül, hogy {\displaystyle d_{n-k}\geq n-k} akkor {\displaystyle G\ } tartalmaz Hamilton-kört.
- Ha {\displaystyle d_{1}\leq d_{2}\leq \ldots \leq d_{n}} olyan pozitív egész számok, amikre (+) nem teljesül, akkor létezik olyan Hamilton-kört nem tartalmazó {\displaystyle G\ } gráf, melynek {\displaystyle d_{1}^{'}\leq d_{2}^{'}\leq \ldots \leq d_{n}^{'}} fokszámaira {\displaystyle \forall i}-re {\displaystyle d_{i}^{'}\geq d_{i}}.

Bizonyítás:
- A bizonyítás az Ore-tétel bizonyításával azonosan indul:

Tegyük fel indirekt, hogy a gráf kielégíti a feltételt, de nincsen benne Hamilton-kör. Ez az ellenpélda gráfunk legyen {\displaystyle G^{'}\ }. Húzzunk be {\displaystyle G^{'}\ }-be további éleket úgy, hogy az új gráf is ellenpélda legyen (továbbra sincs benne Hamilton-kör). Így kapunk egy {\displaystyle G\ } gráfot, ami továbbra is ellenpélda, hisz új élek behúzásával "rossz pontpárt" nem lehet létrehozni, de ha még egy élet akárhogyan behúzunk, akkor már tartalmaz a gráf Hamilton-kört. Biztosan van két olyan pont, hogy {\displaystyle \{x,y\}\notin E(G)}, hiszen egy {\displaystyle n\ } csúcsú teljes gráfban ({\displaystyle n\geq 3} esetén) van Hamilton-kör. Ekkor viszont a {\displaystyle G\cup \{x,y\}} gráfban van Hamilton-kör, tehát {\displaystyle G\ }-ben van Hamilton-út. Azaz {\displaystyle G\ } bármely két összekötetlen csúcsa között van Hamilton-út, hisz a két csúcs összekötésével Hamilton-kör keletkezne. ({\displaystyle n=2\ } esetén is van Hamilton-út, {\displaystyle n=1\ } esetén pedig a gráfunk egy izolált pont, nincs éle, nincs benne Hamilton-kör). Legyenek a P Hamilton-út csúcsai: {\displaystyle v_{1},v_{2},\ldots ,v_{n}\ }, és {\displaystyle v_{1}=x\ } és {\displaystyle v_{n}=y\ }. Ha {\displaystyle x\ } szomszédos a P út valamely {\displaystyle v_{i}\ } pontjával, akkor {\displaystyle y\ } nem lehet összekötve {\displaystyle v_{i-1}\ }-gyel, mert ez esetben ({\displaystyle v_{1},v_{2},\ldots ,v_{i-1},v_{n},v_{n-1},\ldots ,v_{i},v_{1}\ }) egy Hamilton-kör lenne. Így tehát {\displaystyle y\ } nem lehet összekötve legalább {\displaystyle d(x)\ } darab ponttal, ezért {\displaystyle d(y)\leq n-1-d(x)}{\displaystyle d(y)+d(x)\leq n-1} Azaz {\displaystyle G\ }-ben bármely két összekötetlen {\displaystyle x,y\in V(G)}-re {\displaystyle d(x)+d(y)\leq n-1}.
Most jön az, ami már különbözik az Ore-tétel bizonyításához képest. Válasszuk meg {\displaystyle x,y\in V(G)}-t úgy, hogy{\displaystyle \{x,y\}\notin E(G)} és {\displaystyle d(x)+d(y)\ } maximális legyen az összes összekötetlen csúcspár közül. Az általánosság megszorítása nélkül feltehető, hogy {\displaystyle d(x)\leq d(y)}. Így az előbbiekből következik, hogy {\displaystyle d(x)\leq {\frac {n-1}{2}}<{\frac {n}{2}}}. Bevezetünk egy új jelölést: {\displaystyle d(x):=h\ }. Megmutatjuk, hogy {\displaystyle h\ }-ra {\displaystyle d_{h}\leq h<{\frac {n}{2}}}. Az előbb már láttuk, hogy {\displaystyle h<{\frac {n}{2}}}, elég tehát az első egyenlőtlenséget belátnunk. Az első egyenlőtlenség jelentése pedig az, hogy {\displaystyle G\ }-nek van legalább {\displaystyle h\ } olyan csúcsa, amelyeknek a fokszámai külön-külön legfeljebb {\displaystyle h\ }. Tehát a {\displaystyle h\ }-adik legkisebb fokú csúcs fokszáma nem lehet {\displaystyle h\ }-nál nagyobb. Ezt akarjuk most belátni, hogy ez teljesül {\displaystyle G\ }-ben. Ehhez tekintsük {\displaystyle x\ } minden szomszédjához az {\displaystyle x\ } és {\displaystyle y\ } közötti Hamilton-út mentén őt megelőzőt. Láttuk, hogy ezek egyike sem lehet összekötve {\displaystyle y\ }-nal, mert különben lenne {\displaystyle G\ }-ben Hamilton-kör. Ezek szerint viszont ezen összesen {\displaystyle h\ } darab ilyen csúcs bármelyikét választhattuk volna {\displaystyle y\ } párjául a tekintett Hamilton-út kezdőpontjának, és ha bármelyiknek a fokszáma nagyobb volna az {\displaystyle x\ } fokszámánál, akkor a {\displaystyle d(x)+d(y)\ } maximalizálásánál őt választottuk volna. De {\displaystyle x\ }-et választottuk, ezért biztos, hogy ezen {\displaystyle h\ } darab csúcs egyikének sem nagyobb a fokszáma {\displaystyle x\ } fokszámánál, vagyis {\displaystyle h\ }-nál. Azaz megkaptuk, hogy tényleg létezik {\displaystyle G\ }-ben legalább {\displaystyle h\ } csúcs, melyeknek fokszáma nem nagyobb {\displaystyle h\ }-nál.
A feltételben szereplő {\displaystyle k\ } helyébe {\displaystyle h\ }-t írva a fentiekből azt kapjuk, hogy {\displaystyle d_{n-h}\geq n-h}. Ez viszont pontosan azt jelenti, hogy legalább {\displaystyle h+1\ } csúcs fokszáma legalább {\displaystyle n-h\ }. Mivel azonban {\displaystyle x\ }-nek {\displaystyle h\ } darab szomszédja van, így az előbb említett {\displaystyle h+1\ } csúcs között biztos van olyan, ami {\displaystyle x\ }-szel nincs összekötve. Így találtunk két összekötetlen csúcsot, és ezek fokszámösszege legalább {\displaystyle h+n-h=n\ }, ami viszont ellentmond az Ore-tétel bizonyításában látottaknak (hisz ott azt kaptuk, hogy bármely két összekötetlen csúcsra ({\displaystyle u,v\in V(G)}, {\displaystyle \forall \{u,v\}\notin E(G)\Rightarrow d(u)+d(v)\leq n-1}). Ez az ellentmondás bizonyítja az állítást.
- Tegyük fel, hogy (+) nem teljesül valamely {\displaystyle d_{1}\leq d_{2}\leq \ldots \leq d_{n}} pozitív egészekre (pozitív kell, hiszen ha valamely csúcs foka {\displaystyle 0\ }, akkor a gráf nem összefüggő, viszont tudjuk, hogy az összefüggőség szükséges feltétele a Hamilton-kör létezésének). Ez azt jelenti, hogy {\displaystyle \exists k<{\frac {n}{2}}}, amire egyrészt {\displaystyle d_{k}\leq k}, másrészt pedig {\displaystyle d_{n-k}<n-k\ }. Ebből viszont a következő három összefüggés következik:

Vagyis a {\displaystyle d_{1}^{'}\leq d_{2}^{'}\leq \ldots \leq d_{k}^{'}=k}
sorozatra teljesül, hogy {\displaystyle \forall i\ }-re {\displaystyle d_{i}^{'}\geq d_{i}}. Ha tehát mutatunk egy olyan gráfot, amelynek fokszámai {\displaystyle d_{1}^{'}\leq d_{2}^{'}\leq \ldots \leq d_{n}^{'}}, és nincsen Hamilton-köre, akkor készen vagyunk.
A következő {\displaystyle G\ } gráf éppen ilyen. Az {\displaystyle n\ }-elemű csúcshalmazt osszuk fel három részre: {\displaystyle A\ }-ra, {\displaystyle B\ }-re és {\displaystyle C\ }-re, ahol {\displaystyle |A|=|B|=k\ } és {\displaystyle |C|=n-2k\ }. A {\displaystyle B\cup C\ } halmazban levő csúcsokat kössük össze egymással (mindegyiket mindegyikkel). Így ezek a csúcsok meghatározzák {\displaystyle G\ } egy teljes {\displaystyle n-k\ } csúcsú feszített részgráfját. Ez után kössük össze mindegyik {\displaystyle A\ }-beli csúcsot mindegyik {\displaystyle B\ }-belivel, és csak ezek az élek legyenek a gráfban. Így megadtuk a {\displaystyle G\ } gráfot, könnyen ellenőrizhető, hogy fokszámai teljesítik az elmondottakat: minden {\displaystyle A\ }-bel csúcs foka {\displaystyle k\ }, a {\displaystyle B\ }-belieké {\displaystyle n-2k+k-1+k=n-1\ }, a {\displaystyle C\ }-belieké pedig {\displaystyle n-2k-1+k=n-k-1\ }. Már csak azt kell megmutatnunk, hogy {\displaystyle G\ }-nek nincs Hamilton-köre. Ez pedig abból látható, hogy a {\displaystyle B\ }-beli pontokat elhagyva a gráfból, a gráf {\displaystyle k+1\ } komponensre esik szét: az {\displaystyle A\ }-beli pontokból {\displaystyle k\ } izolált pont lesz, a {\displaystyle k+1\ }-edik komponens pedig a {\displaystyle C\ }-n megmaradó teljes gráf. Fontos, hogy a {\displaystyle C\ } biztosan nem üres halmaz, hisz {\displaystyle |C|=n-2k\ }, ami a {\displaystyle k<{\frac {n}{2}}} feltétel miatt biztosan pozitív. {\displaystyle G\ }-ben tehát nem teljesül a Hamilton-kör létezésére tanult szükséges feltétel, így biztos, hogy nincs Hamilton-köre.
Megjegyzés: A Hamilton-kör létezésére vonatkozó elégséges tételek közül ez a legerősebb tétel.